# Lynchius
Lynchius – rodzaj płazów bezogonowych z podrodziny Pristimantinae w obrębie rodziny Craugastoridae.

## Rozmieszczenie geograficzne
Rodzaj obejmuje gatunki występujące w Kordylierze Wschodniej w południowym Ekwadorze i w Cordillera de Huancabamba w północnym Peru, na wysokości 2215–3100 m n.p.m.

## Systematyka
Rodzaj zdefiniował w 2008 roku zespół amerykańskich herpetologów (Stephen Blair Hedges, William Edward Duellman i Matthew Paul Heinicke) w artykule zatytułowanym Żaby rozwijające się bezpośrednio w Nowym Świecie (Anura: Terrarana): filogeneza molekularna, klasyfikacja, biogeografia i ochrona, opublikowanym w czasopiśmie „Zootaxa”. Gatunkiem typowym jest (oryginalne oznaczenie) L. parkeri.

### Etymologia
Lynchius: John Douglas Lynch (ur. 1942), amerykańsko-kolumbijski herpetolog.

### Podział systematyczny
Do rodzaju należą następujące gatunki:
- Lynchius flavomaculatus (Parker, 1938)
- Lynchius megacephalus Sánchez-Nivicela, Urgilés, Navarrete, Yánez-Muñoz & Ron, 2019
- Lynchius nebulanastes (Cannatella, 1984)
- Lynchius oblitus Motta, Chaparro, Pombal, Guayasamin, de la Riva & Padial, 2016
- Lynchius parkeri (Lynch, 1975)
- Lynchius simmonsi (Lynch, 1974)
- Lynchius tabaconas Motta, Chaparro, Pombal, Guayasamin, De la Riva & Padial, 2016
- Lynchius waynehollomonae Venegas, García Ayachi, Ormeño, Bullard, Catenazzi & Motta, 2021